# Okręty podwodne typu Tang
Okręty podwodne typu Tang – pierwszy po drugiej wojnie światowej typ amerykańskich okrętów podwodnych, którego konstrukcję oparto w dużej mierze na rezultatach badań niemieckich okrętów typu XXI, przejętych po zakończeniu wojny. Jednostki typu Tang stanowiły pierwszą konstrukcję opracowaną przy uwzględnieniu wymogu osiągania większych prędkości pod wodą niż na powierzchni. Były one jednak typem przejściowym, w oczekiwaniu na zakończenie programu badawczo-konstrukcyjnego jeszcze nowocześniejszych okrętów o zamkniętym cyklu napędowym. Charakteryzowała je opływowa konstrukcja kadłuba, rezygnacja z wszelkich występów w kadłubie, w tym działa, duża moc silników i bardzo duża pojemność akumulatorów. Sześć zbudowanych okrętów tego typu – „Tang”, „Trigger”, „Wahoo”, „Trout”, „Gudgeon” i „Harder” – nosiło nazwy jednostek zatopionych w trakcie drugiej wojny światowej. Podczas zimnej wojny okręty te prowadziły typową dla tej epoki działalność szkoleniową i operacyjną, w tym operacje specjalne. Cztery z sześciu okrętów tego typu zostały po zakończeniu służby w United States Navy wydzierżawione lub sprzedane do Włoch i Turcji, gdzie ostatecznie zakończyły służbę w późnych latach 80. XX wieku i na początku XXI wieku.

## Geneza
Analizując przebieg działań podwodnych w trakcie drugiej wojny światowej, w tym zarówno własne doświadczenia z działań przeciwpodwodnych na Atlantyku i operacji podwodnych na Pacyfiku, jak i doświadczenia niemieckie, dowództwo techniczne amerykańskiej marynarki doszło do wniosku, że ewentualna przyszła wojna podwodna będzie miała istotnie odmienny charakter od działań podwodnych minionej wojny. Dostrzegano zarówno wzrost możliwości technicznych okrętów podwodnych przy jednoczesnym osłabieniu zdolności sił nawodnych do prowadzenia skutecznych działań ZOP, jak też zapoczątkowanie przez brytyjski HMS „Venturer” nowej epoki zwalczania zanurzonych okrętów podwodnych przez inne jednostki podwodne.

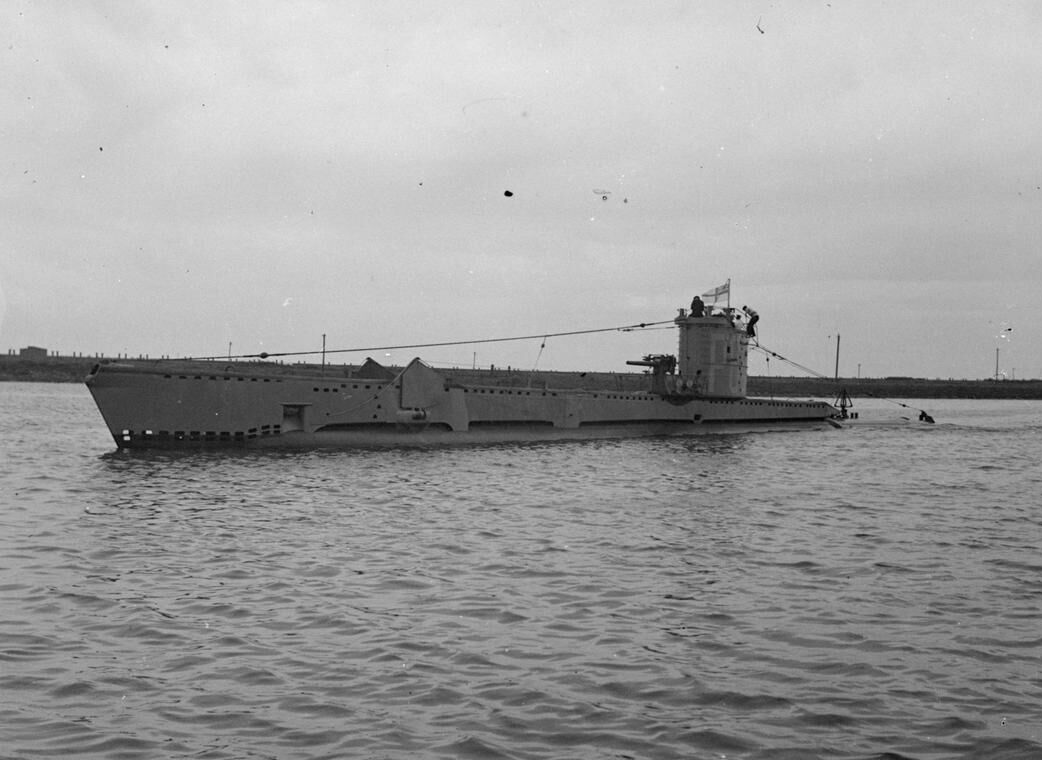
HMS „Venturer”, który jako pierwszy w historii wykonał w zanurzeniu skuteczny atak torpedowy na inny zanurzony okręt podwodny

Uwadze amerykańskich analityków nie uszła także drugowojenna podatność okrętów podwodnych na ataki lotnictwa oraz szybkich jednostek nawodnych. Jednocześnie, wkrótce po zakończeniu działań wojennych szybko zaczęły pogarszać się stosunki między niedawnymi sojusznikami. Postępująca intensywna rozbudowa radzieckiej floty wraz z amerykańskimi przewidywaniami budowy przez ZSRR okrętów podwodnych na ogromną, niespotykaną w historii skalę, zaczęła budzić obawy o zdolność krajów zachodnich utrzymania drożności transatlantyckich linii komunikacyjnych w ewentualnym nowym konflikcie. Na mocy układów poczdamskich, zarówno Wielka Brytania, jak i Stany Zjednoczone, Francja oraz ZSRR otrzymały egzemplarze przejętych niemieckich okrętów podwodnych typu XXI – „elektrobootów”. Kraje te starały się maksymalnie wykorzystać rozwiązania konstrukcyjne zastosowane w tych najnowocześniejszych okrętach podwodnych drugiej wojny światowej, stanowiących przełom w dziedzinie okrętownictwa podwodnego. Podstawowymi cechami wyróżniającymi okręty typu XXI była prędkość podwodna wyższa niż prędkość nawodna oraz bardzo długi, w porównaniu z innymi okrętami epoki, czas przebywania pod wodą. Cechy te czyniły z tych jednostek prawdziwe okręty podwodne, nie zaś jak dotąd – okręty nawodne z możliwością krótkotrwałego zanurzenia. Uwzględniając prowadzone przez cały okres drugiej wojny światowej równoległe niemieckie prace nad okrętami z układem napędowym w cyklu zamkniętym z turbiną Waltera oraz kontynuację tych prac w Związku Radzieckim, marynarka amerykańska doszła do wniosku, że wkrótce może stanąć w obliczu radzieckich sił podwodnych o potencjale znacznie większym niż potencjał Kriegsmarine. US Navy przypuszczała, że ZSRR rozpoczął masową produkcję odpowiednika typu XXI, a w 1948 roku jeden z radzieckich admirałów ogłosił zamiar budowy 1200 okrętów podwodnych. W 1950 roku w studium bezpieczeństwa transportu międzynarodowego w przyszłej wojnie (Raport Hartwella) oceniano, że ZSRR będzie budował około stu okrętów podwodnych rocznie. Bardzo istotnym stało się więc przygotowanie sił zdolnych do ich zwalczania, a jak wykazały prowadzone w roku 1948 badania amerykańskich analityków marynarki, dla postawienia względnie jedynie skutecznej bariery przeciwko okrętom podwodnym w akwenie o szerokości 100 mil morskich, niezbędne jest umieszczenie w nim 25 do 70 okrętów nawodnych. W akwenie o tej samej szerokości, bardziej skuteczną barierę ZOP stworzy zaledwie 5 zdolnych do cichego nasłuchu i walki w przestrzeni trójwymiarowej okrętów podwodnych.

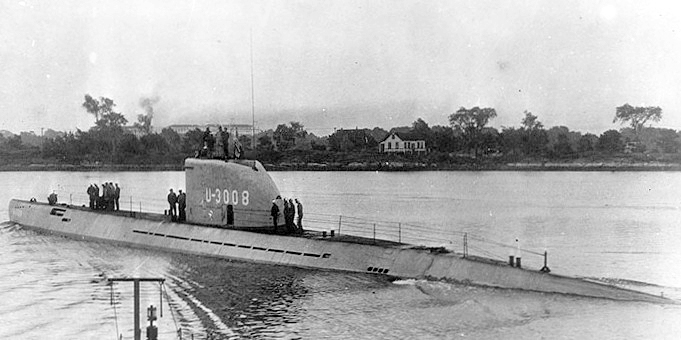
U-3008 typu XXI w stoczni Portsmouth, USA

Jakkolwiek w dniu zakończenia wojny oceaniczne okręty amerykańskiej floty podwodnej reprezentowały największy na świecie potencjał bojowy poza niemieckimi jednostkami typu XXI, jednak były to w istocie przestarzałe już w swoich głównych założeniach jednostki. Jak wszystkie ówczesne okręty tej klasy były bowiem opracowane na podstawie założeń koncepcyjnych wywodzących się wprost z pierwszej wojny światowej. Amerykańska marynarka wojenna była więc żywo zainteresowana możliwościami stwarzanymi przez niezależny od dostępu powietrza zewnętrznego napęd w cyklu zamkniętym, do napędu okrętów podwodnych mogących operować na wodach północnego Atlantyku z prędkością podwodną o kilka węzłów większą niż ich maksymalna prędkość nawodna. W początkach roku 1945 na konferencji oficerów okrętów podwodnych w Waszyngtonie określono zalety tego rodzaju napędu oraz wstępne charakterystyki takiego napędu dla okrętu o wyporności podwodnej 1200 ton, wyposażonego w siłownię Waltera o mocy 7500 koni mechanicznych i prędkości podwodnej 20 węzłów utrzymywanej przez 12 godzin. Studia przeprowadzone przez Bureau of Ships, ze względów finansowych wskazały na preferencję napędu w cyklu zamkniętym opartego na tlenie przechowywanym w stanie ciekłym, a nie o perhydrol. Na rozważania marynarki nad zastosowaniem tego rodzaju napędów znacząco wpływała jednak tocząca się już debata nad zastosowaniem napędu jądrowego dla okrętów podwodnych. Po wojnie nad napędem w obiegu zamkniętym pracowało kilka agencji. Na tym etapie prac analizowano jednak wiele koncepcji nowych okrętów podwodnych, zarówno opartych na napędzie w obiegu zamkniętym, jak i wykorzystujących konwencjonalne formy napędu, zastosowane jednak w sposób podobny jak w jednostkach typu XXI, z dużą mocą zarówno jednostek wysokoprężnych, jak i silników elektrycznych oraz o dużej pojemności akumulatorów. Gdy amerykański projekt zamkniętego cyklu napędowego znajdował się na etapie testów lądowych, US Navy zdecydowała się na budowę nowego typu okrętu wielkości niemieckiego typu XXI, z przejściowym systemem napędowym, który w tym czasie był już technologicznie dostępny. Zamówienie na pierwszy i drugi okręt typu Tang zostało złożone w sierpniu 1947 roku. Portsmouth Naval Shipyard była odpowiedzialna zarówno za projekt, jak i budowę prototypu nowego typu. Jeszcze w tym samym roku zapoczątkowano budowę pierwszego okrętu.

## Konstrukcja
Podobnie jak niemieckie „elektrobooty”, jednostki typu Tang zostały zaprojektowane pod kątem osiągnięcia maksymalnej możliwej w tym czasie sprawności pływania podwodnego. Jednostki te były krótsze, bardziej opływowe oraz miały większą pojemność akumulatorów niż wojenne okręty podwodne amerykańskiej floty. Projekt SCB-2 przewidywał zaokrąglony dziób oraz mały, opływowy kiosk bez częstej w dotychczasowych konstrukcjach podstawy większej od pozostałej części kiosku, kluz, knag i innych występów, które były dotąd wbudowane bądź wysuwane. W trakcie prac projektowych, poważnie rozważano nawet usunięcie kiosku w całości.

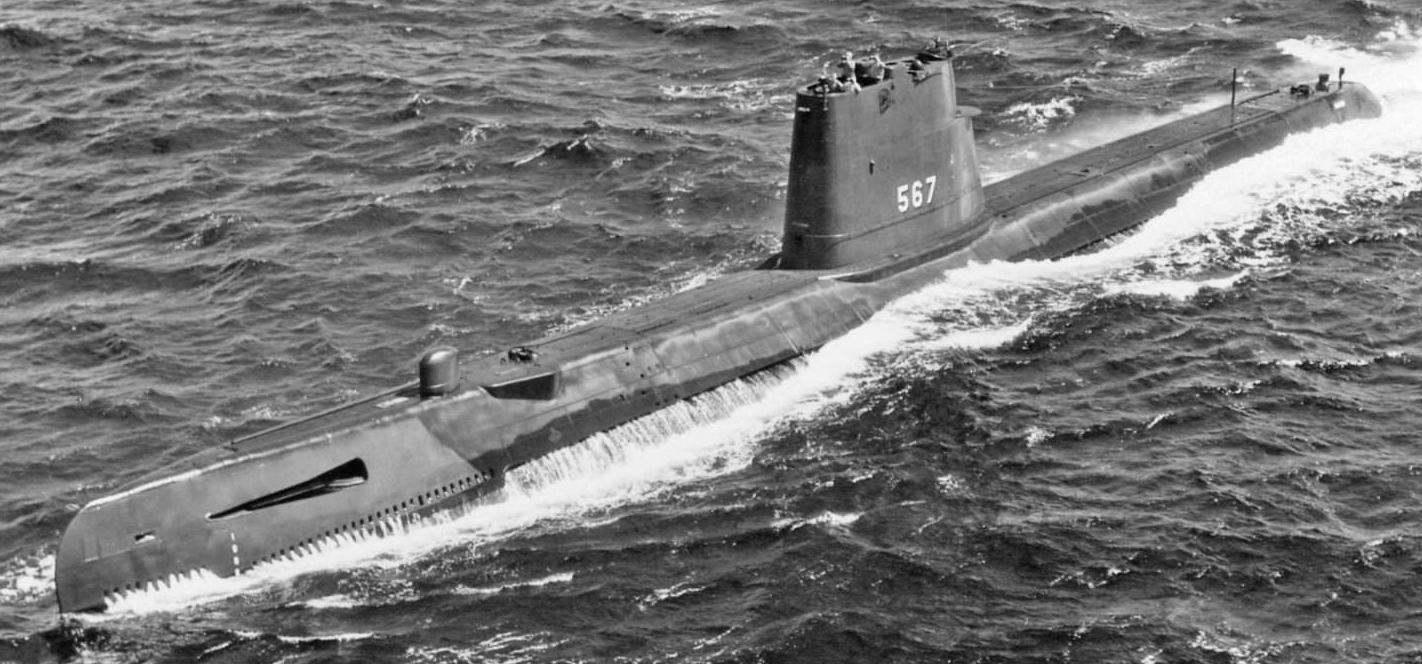
USS „Gudgeon”
Jednostki typu Tang wprowadziły do amerykańskich okrętów wiele cech niemieckich okrętów typu XXI. Widoczny zaokrąglony w celu optymalizacji pływania podwodnego dziób okrętu, złożone dziobowe stery głębokości oraz opływowa kopuła kryjąca przetwornik sonaru QHB-1 na przednim pokładzie. Opływowy kształt kiosku pozbawionego dolnego występu, jest identyczny do stosowanych w większości jednostek, które przeszły modernizację GUPPY

W odróżnieniu od wcześniejszych typów, okręty Tang nie zostały wyposażone w działo pokładowe. Przeprowadzone w 1946 roku testy modeli basenowych wykazały, że optymalnym dla pływania podwodnego stosunkiem długości do średnicy okrętu podwodnego jest 5:1. W praktyce nie jest możliwe zastosowanie tak krótkiego kadłuba, z uwagi na konieczność zmieszczenia w nim wielu urządzeń niezbędnych do prowadzenia działań i samego pływania. Konstruktorzy dążyli jednak do maksymalnego zbliżenia proporcji okrętu do tego współczynnika. Z tego więc powodu, pierwsze powojenne jednostki podwodne miały mniejsze rozmiary niż poprzedzające je oceaniczne okręty podwodne floty. Idealne więc do ich napędu wydawały się niewielkie rozmiarami silniki „pancake”. Zamiast czterech dużych silników Diesla o łącznej mocy 4600 koni mechanicznych, zastosowano w nich początkowo cztery produkowane przez General Motors silniki gwiazdowe Diesla z horyzontalną aranżacją 16 cylindrów (tzw. pancake engine, pancake – naleśnik), o mocy wyjściowej 850 KM każdy. W silniku tej konstrukcji, cylindry umieszczone były promieniście w sposób horyzontalny w warstwach (stąd anglojęzyczna nazwa) wokół pionowego wału z generatorem elektrycznym u dołu. W celi minimalizacji radiacji hałasu, każdy zestaw silnik–generator był mocowany na gumowej podstawie. Wszystkie silniki spalinowe zostały umieszczone w jednym przedziale silnikowym (dotychczasowe okręty podwodne floty miały po dwa takie przedziały). Silniki te służyły do napędu okrętu na powierzchni, a przy użyciu chrap, także do ładowania baterii elektrycznych podczas operacji na głębokości peryskopowej. Podczas operacji w zanurzeniu, jednostki typu Tang napędzane były przez dwa silniki elektryczne o łącznej mocy 4610 KM, dla których energię elektryczną zapewniały cztery zestawy akumulatorów, po 126 ogniw elektrycznych każdy, podobnie jak w późniejszych okrętach GUPPY. Dwa wały napędowe podtrzymywane były na zewnątrz kadłuba sztywnego przez wsporniki, przy czym jedynie dolna powierzchnia sterowa umieszczona była za dużymi wolnoobrotowymi śrubami napędowymi. Tak skonfigurowany układ napędowy zdolny był do nadania jednostkom tego typu prędkości 18,3 węzła w zanurzeniu oraz 15,5 węzła na powierzchni. Jednostki te mogły pływać w zanurzeniu bez użycia chrap przez 43 godziny z prędkością 3 węzłów, przy zasięgu 129 mil morskich z tą samą prędkością w zanurzeniu, albo 11,5 tys. mil z prędkością 10 węzłów na powierzchni. Układ napędowy uzupełniał system automatycznego zawisu, celem przeprowadzania cichych i energooszczędnych operacji podczas nasłuchu sonarowego.
Okręty typu Tang nie były jednak wolne od problemów technicznych. Należały do nich kłopoty z hydraulicznym systemem ładowania i wyładowywania torped z wyrzutni torpedowych. Niezbędne modyfikacje spowodowały wzrost wagi dziobowego przedziału torpedowego o 24 tony, co zaburzyło wzdłużną stabilność okrętu. W celu niwelacji tego efektu, niezbędne okazało się przedłużenie okrętów o 6 stóp (1,83 metra) do łącznej długości 268 stóp (81,7 metra) i w rezultacie wzrost wyporności nawodnej z 1575 do 1616 ton. Już wkrótce po wejściu do służby okrętu prototypowego ujawniły się bardzo duże problemy z ich gwiazdowymi silnikami Diesla. Niezwykła płaska konstrukcja tych silników i ich niewielka w porównaniu z konwencjonalnymi jednostkami napędowymi waga, czyniła je bardzo atrakcyjnymi dla zastosowania w krótkich jednostkach typu Tang. Ich awaryjność jednak, w dużej mierze spowodowana wysoką prędkością obrotową (1400-1500 obrotów na minutę), była przyczyną konieczności częstego holowania okrętów do portu. Podwieszone pod tymi silnikami generatory elektryczne narażone były na częste zalewanie przeciekami oleju z silników, te zaś były dodatkowo bardzo głośne. Hałas w przedziale silnikowym często przekraczał 140 decybeli, znaczące też były wibracje. W tej sytuacji, po krótkim czasie eksploatacji w czterech pierwszych jednostkach tego typu wymieniono cztery silniki „pancake” na 3 konwencjonalne 10-cylindrowe silniki Diesla Fairbanks-Morse 38D8-1/8, co wymagało przecięcia jednostek i wstawienia dodatkowej sekcji o długości 9 stóp (2,7 metra). Ostatnie dwa okręty typu Tang zostały od początku wybudowane z silnikami wysokoprężnymi Fairbanks-Morse.
Na skutek przeprowadzonych modyfikacji, ostateczna długość okrętów typu Tang wynosiła 82,06 metra, szerokość 8,28 metra, zaś zanurzenie 5,5 metra, przy wyporności nawodnej 1821 ton i podwodnej 2260 ton. Niezwykle istotną cechą okrętów podwodnych typu Tang był wzrost testowej głębokości zanurzenia do 700 stóp (215 metrów), co stanowiło wzrost o 75% względem poprzedników – jednostek wcześniejszych typów Balao i Tench. Uwzględniając standardowy w tym czasie w amerykańskiej marynarce margines bezpieczeństwa 1,5, przewidywana głębokość implozji kadłuba (zmiażdżenia kadłuba pod wpływem ciśnienia otaczającej go wody) wynosiła 1100 stóp (335 metrów).
Zestaw sensorów akustycznych stanowił aktywny układ sonarowy BQS-4 i pasywny układ BQR-2 z 48 hydrofonami umieszczonymi w kopule pod przednią częścią kilu, stanowiący kopię zastosowanego na jednostkach typu XXI niemieckiego sonaru GHG. Pierwotnie jednak rolę sonaru aktywnego pełniły układy QHB-1 osłonięte kopułami na przedniej części pokładu oraz pod kilem. Osobne sonary aktywne zostały następnie zastąpione przez nadajnik BQS-4 umieszczony w antenie BQR-2. W toku modernizacji, jednostki SS-563, 565, 567 – wszystkie wybudowane w Portsmouth – oraz 568 otrzymały pasywny sonarowy miernik odległości PUFFS (Passive Underwater Fire-Control Feasibility System) o zasięgu 9 mil morskich.
Zarządzanie i kontrolę ognia torpedowego zapewniał układ kontroli ognia Mk 101, rozmieszczony wzdłuż prawej burty za stacją kontroli sonaru, wraz z pozostałym wyposażeniem elektronicznym w postaci radaru AN/BPS-12 oraz urządzeń ostrzegawczych o omieceniu wiązką radarową WLR-1, WLR-3 i WLR-10 oraz BRD-6. Okręty tego typu różniły się jednak między sobą. Niektóre wyposażone były w dwa peryskopy (po jednym na każdej stronie), inne zaś – jak „Trout” – miały peryskopy zgrupowane w tandemie.

## Uzbrojenie

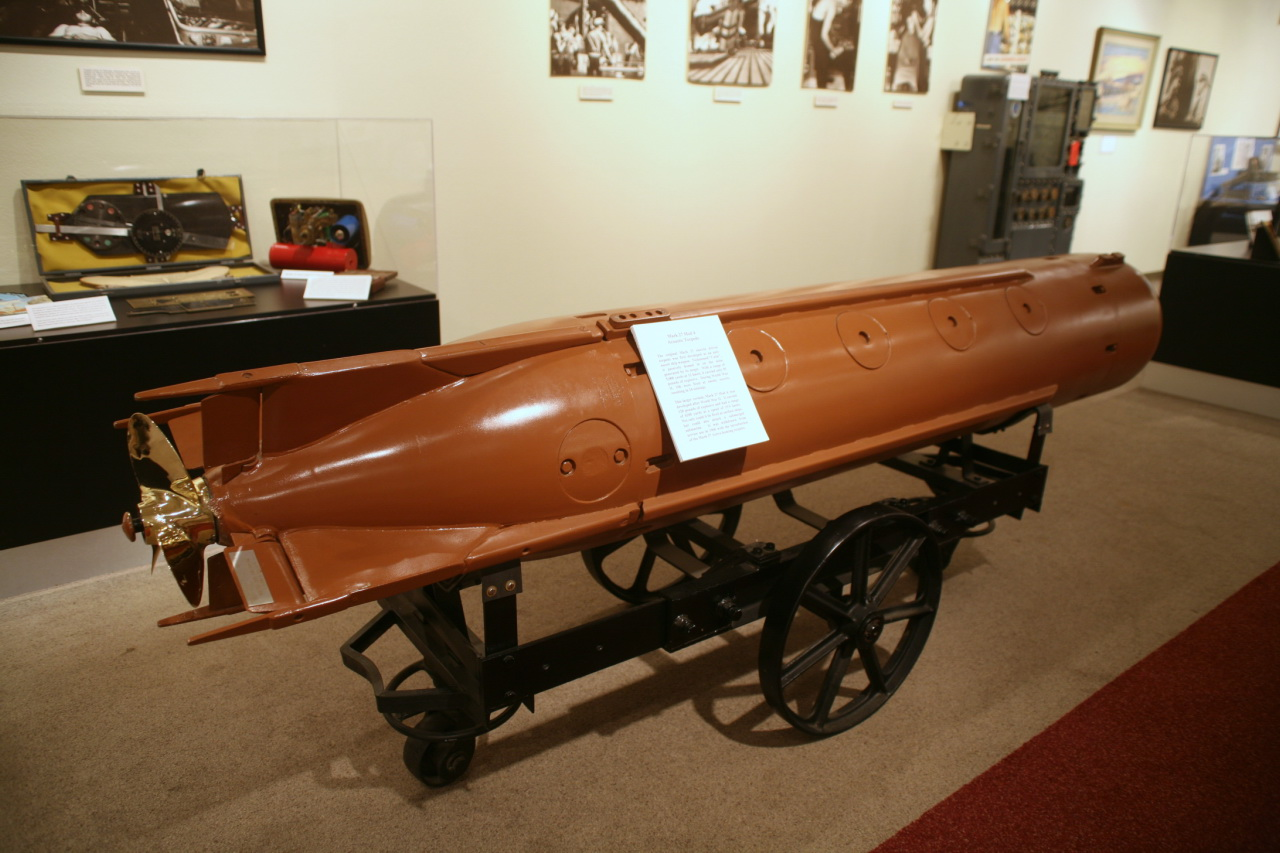
Naprowadzana akustycznie torpeda ZOP Mark 27 Mod 4. Podstawowa torpeda ZOP amerykańskich okrętów podwodnych w latach 1946–1960.

Uzbrojenie okrętów stanowiły początkowo 22 torpedy Mark 27 Mod 4, których podstawowy model został wprowadzony do służby w 1944 roku jako broń przeznaczona do zwalczania okrętów eskorty. Wersja Mod 4 tych torped była pierwszą amerykańską torpedą okrętów podwodnych zdolną do ataku na zanurzone jednostki podwodne przeciwnika. W późniejszym czasie, torpedy Mk 27 Mod 4 zostały w jednostkach Tang zastąpione torpedami Mk 37. Niektóre opracowania wskazują na możliwość przenoszenia przez jednostki tego typu 26 torped, jednakże jedynie 22 z nich były torpedami bojowymi, pozostałe zaś cztery stanowiły ich odmiany przeznaczone do prowadzenia działań w charakterze środków mających na celu zmylenie przeciwnika i jego uzbrojenia (ang. countermeasures). 6 torped przechowywanych było w wyrzutniach, pozostałe 16 stanowiło zapas. Dziób jednostek wyposażono w 6 wyrzutni torpedowych Mark 43 kalibru 533 mm, na rufie zaś umieszczono dwie mniejsze wyrzutnie typu Mark 45 o wymiarach 12 × 120 cali (304 × 3048 mm) przeznaczone do wystrzeliwania pozoratorów. „Trout” oraz „Harder” wyposażone były odpowiednio w wyrzutnie Mark 45 i Mark 46. Wyrzutnie Mk 43 i Mk 45 były wyrzutniami hydraulicznymi, natomiast z wyrzutni Mk 44 i Mk 46 torpedy pozoracyjne wypływały swobodnie. Każda z tych wyrzutni oprócz jednej torpedy pozoracyjnej miała jedną torpedę tego rodzaju w zapasie. Jak wskazują listy wyposażenia, „Trigger”, „Trout” oraz „Harder”, służące w Submarine Squadron 4 (SUBRON 4) z bazą w New London, zostały wyposażone w ręczne zestawy naprowadzanych na podczerwień rakietowych pocisków przeciwlotniczych FIM-43 Redeye. Ówczesne dokumenty nie zawierają jednak informacji o tego rodzaju uzbrojeniu w jednostkach służących w innych bazach.

## Budowa okrętów
Opracowanie szczegółowego projektu jednostek typu Tang powierzono stoczni Portsmouth Naval Shipyard, w niej też wybudowano okręt prototypowy tej serii jednostek, USS „Tang”. Stocznia ta wybudowała również zwodowany 16 października 1951 roku USS „Wahoo” oraz „Gudgeon”, spuszczony na wodę 11 maja 1952 roku. Budowę trzech innych jednostek tego typu: „Harder” (wodowanie: 14 czerwca 1951 r.), „Trout” (21 sierpnia 1951 r.) oraz „Trigger” (3 grudnia 1951 r.), powierzono stoczni Electric Boat, przy czym na podział zamówienia pomiędzy dwie stocznie wpłynął w znacznej mierze zamiar zachowania zdolności produkcyjnych jak największej liczby stoczni.
| Nazwa                  | Początek budowy      | Wodowanie            | Służba US Navy       | Wycofanie USN    | Nazwa | Flota | Przyjęcie | Wycofanie |
| ---------------------- | -------------------- | -------------------- | -------------------- | ---------------- | --- | --- | --- | --- |
| USS „Tang” (SS-563)    | 18 kwietnia 1949     | 19 czerwca 1951      | 25 października 1951 | 8 lutego 1980    | TCG „Pirireis” (S-343) | Turecka Marynarka Wojenna | 8 lutego 1980 | sierpień 2004 |
| USS „Trigger” (SS-564) | 24 lutego 1949       | 14 czerwca 1951      | 31 marca 1952        | 20 lutego 1974   | „Livio Piomarta” (S-515) | Marina Militare | 10 lipca 1974 | 28 lutego 1986 |
| USS „Wahoo” (SS-565)   | 24 października 1949 | 16 października 1951 | 30 maja 1952         | 27 czerwca 1980  | Okręty miały zostać przekazane do Iranu, „Wahoo” jako „Nahang”, zaś „Trout” jako „Kousseh”. Z powodu rewolucji islamskiej 31 marca 1979 r. kontrakt na „Wahoo” został anulowany, w tym samym miesiącu irańska załoga porzuciła „Trouta”. | Okręty miały zostać przekazane do Iranu, „Wahoo” jako „Nahang”, zaś „Trout” jako „Kousseh”. Z powodu rewolucji islamskiej 31 marca 1979 r. kontrakt na „Wahoo” został anulowany, w tym samym miesiącu irańska załoga porzuciła „Trouta”. | Okręty miały zostać przekazane do Iranu, „Wahoo” jako „Nahang”, zaś „Trout” jako „Kousseh”. Z powodu rewolucji islamskiej 31 marca 1979 r. kontrakt na „Wahoo” został anulowany, w tym samym miesiącu irańska załoga porzuciła „Trouta”. | Okręty miały zostać przekazane do Iranu, „Wahoo” jako „Nahang”, zaś „Trout” jako „Kousseh”. Z powodu rewolucji islamskiej 31 marca 1979 r. kontrakt na „Wahoo” został anulowany, w tym samym miesiącu irańska załoga porzuciła „Trouta”. |
| USS „Trout” (SS-566)   | 1 grudnia 1949       | 21 sierpnia 1951     | 27 czerwca 1952      | 19 grudnia 1978  | Okręty miały zostać przekazane do Iranu, „Wahoo” jako „Nahang”, zaś „Trout” jako „Kousseh”. Z powodu rewolucji islamskiej 31 marca 1979 r. kontrakt na „Wahoo” został anulowany, w tym samym miesiącu irańska załoga porzuciła „Trouta”. | Okręty miały zostać przekazane do Iranu, „Wahoo” jako „Nahang”, zaś „Trout” jako „Kousseh”. Z powodu rewolucji islamskiej 31 marca 1979 r. kontrakt na „Wahoo” został anulowany, w tym samym miesiącu irańska załoga porzuciła „Trouta”. | Okręty miały zostać przekazane do Iranu, „Wahoo” jako „Nahang”, zaś „Trout” jako „Kousseh”. Z powodu rewolucji islamskiej 31 marca 1979 r. kontrakt na „Wahoo” został anulowany, w tym samym miesiącu irańska załoga porzuciła „Trouta”. | Okręty miały zostać przekazane do Iranu, „Wahoo” jako „Nahang”, zaś „Trout” jako „Kousseh”. Z powodu rewolucji islamskiej 31 marca 1979 r. kontrakt na „Wahoo” został anulowany, w tym samym miesiącu irańska załoga porzuciła „Trouta”. |
| USS „Gudgeon” (SS-567) | 20 maja 1950         | 11 czerwca 1952      | 21 listopada 1952    | 30 września 1983 | TCG „Hizir Reis” (S-342) | Turecka Marynarka Wojenna | 17 sierpnia 1987 | 31 stycznia 2004 |
| USS „Harder” (SS-568)  | 30 czerwca 1950      | 3 grudnia 1951       | 10 sierpnia 1952     | 10 lipca 1973    | „Romeo Romei” (S516) | Marina Militare | 20 lutego 1974 | 1988 |

W celu uczczenia okrętów i załóg, wszystkim jednostkom tego typu nadano nazwy amerykańskich okrętów podwodnych, które zostały zatopione w trakcie drugiej wojny światowej, odpowiednio USS „Tang” (SS-306) typu Balao, USS „Trigger” (SS-237), „Wahoo” (SS-238) i „Harder” (SS-257) wszystkie typu Gato oraz USS „Trout” (SS-202) i „Gudgeon” (SS-211) typu Tambor.
Budowa sześciu okrętów tego typu zakończyła produkcję w Stanach Zjednoczonych okrętów o pierwszo- i drugowojennym rodowodzie. Inne jednostki podwodne, wybudowane w czasie wojny, które zachowały się w dobrym stanie technicznym i nie zostały po wojnie wycofane ze służby, przeszły modernizacje GUPPY, które poprawiły ich zdolność pływania podwodnego, zaś prowadzony w latach 50. XX wieku program badawczy Albacore doprowadził do powstania całkowicie nowej, rewolucyjnej koncepcji okrętu podwodnego. Prowadzony równolegle już od 1939 roku program badawczy nad systemem napędu jądrowego oraz rezultaty eksperymentów z USS „Albacore”, doprowadziły do podjęcia w 1956 roku przez szefa operacji morskich admirała Arleigha Burke’a decyzji o całkowitym przerwaniu budowy okrętów podwodnych z napędem innym niż jądrowy. Położyło to ostatecznie kres amerykańskim programom rozwoju napędu niezależnego od powietrza dla okrętów podwodnych prowadzonym i finansowanym przez rząd USA. Badania prywatne jednak nie zostały przerwane, a ich rezultaty zostały już wkrótce wykorzystane m.in. w programie kosmicznym Apollo, w postaci zasilania energią z ogniw paliwowych.

## Służba

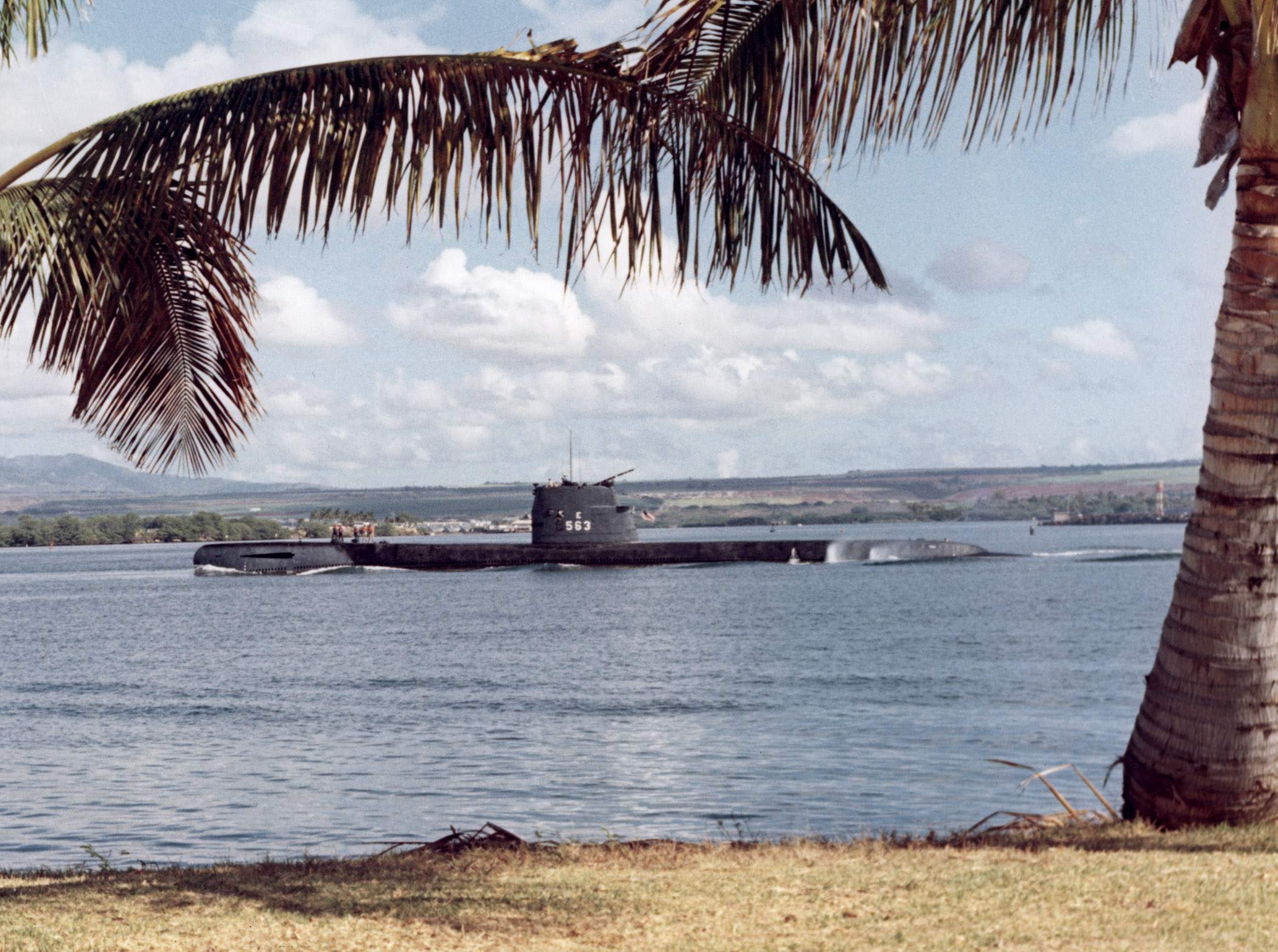
USS „Tang” wpływający do bazy w Pearl Harbor

Wszystkie jednostki typu weszły do służby w United States Navy między październikiem 1951 roku a listopadem 1952 roku. „Gudgeon” pełnił rutynową służbę w składzie Floty Pacyfiku, operując z Pearl Harbor. Z tego portu wypłynął 8 lipca 1957 roku w rejs dookoła świata, stając się pierwszym amerykańskim okrętem podwodnym, który opłynął cały glob. Rejs zakończył się 21 lutego 1958 roku po 8 miesiącach podróży i przepłynięciu 25 000 mil morskich. Później aż do 1983 roku okręt prowadził rutynowe działania ZOP, operacje specjalne i szkoleniowe.
USS „Tang” operował głównie na wodach Pacyfiku, prowadząc działalność szkoleniową i patrolową, w tym dla Japońskich Morskich Sił Samoobrony, marynarki wojennej Tajwanu, sił morskich SEATO oraz marynarki amerykańskiej. W 1978 roku przepłynął do bazy New London w Groton na wschodnim wybrzeżu, gdzie pełnił rolę szkoleniową dla irańskiego personelu oraz amerykańskiej Floty Atlantyku.
USS „Trigger” operował z New London oraz Charleston, prowadził także operacje arktyczne towarzysząc USS „Nautilus” z napędem jądrowym. Uczestniczył także w manewrach morskich NATO „Strikeback” oraz „Fishplay”. W latach 60. pływał na Morzu Śródziemnym w składzie VI Floty, na początku lat 70. prowadził testy torpedy Mk 48. Później przepłynął na Pacyfik, prowadząc tam ćwiczenia z flotami Australii, Nowej Zelandii oraz Kanady. Prowadził także operacje specjalne. Od kwietnia 1973 roku w San Diego odbywało się na okręcie szkolenie włoskiego personelu. 10 lipca 1973 roku okręt został przekazany Włochom, gdzie służył jako „Livio Piomarta” (S-515) do 28 lutego 1986 roku.

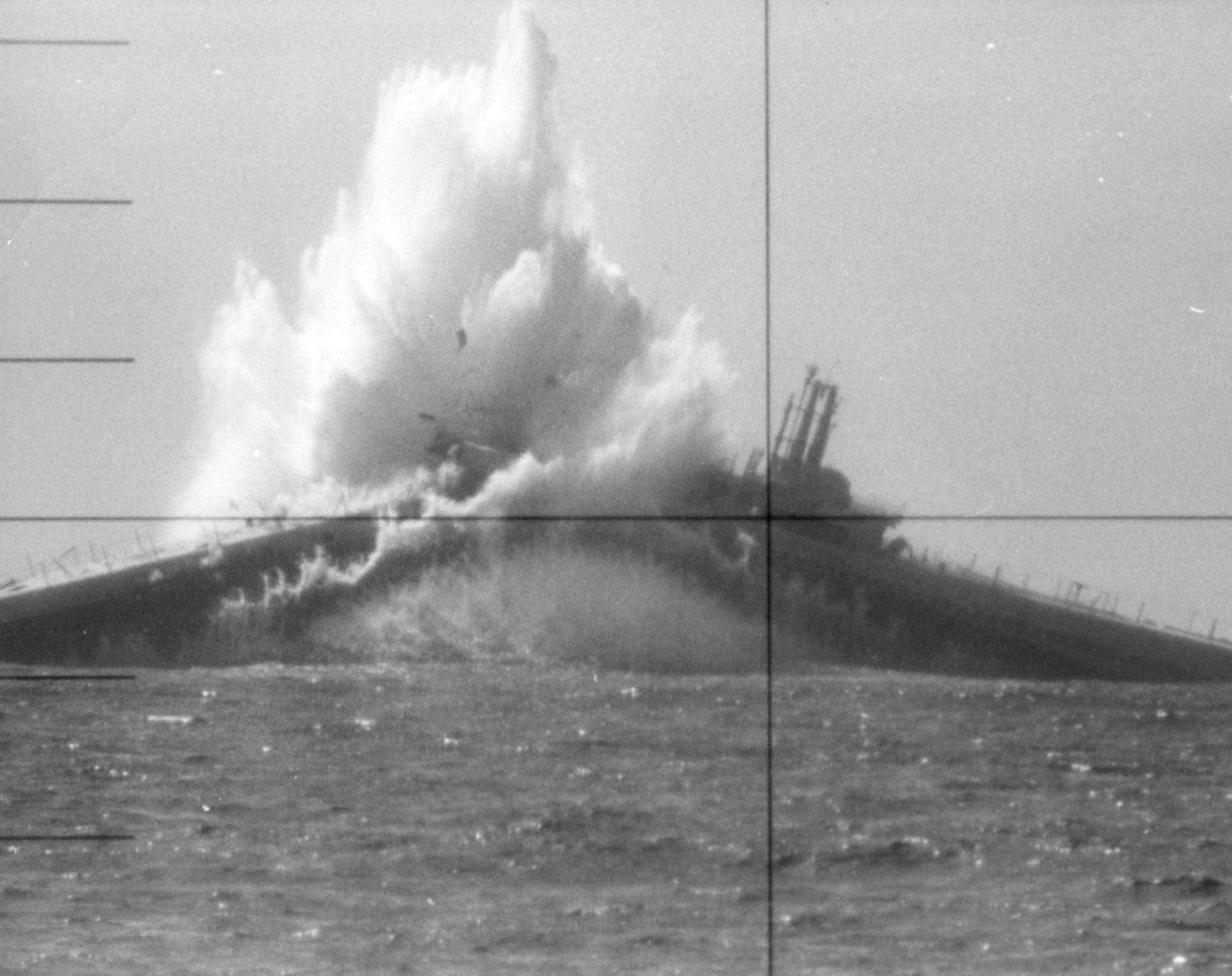
Testowe zatopienie USS „Devilfish” przez USS „Wahoo” 14 sierpnia 1968 roku

USS „Wahoo” prowadził działalność głównie na wodach Oceanu Spokojnego, w tym w ramach VII Floty, a w połowie lat 60. z powodu incydentu w Zatoce Tonkińskiej zaangażowany został w operacje w pobliżu Wietnamu, gdzie wielokrotnie w następnych latach powracał. W ramach działalności szkoleniowej, wielokrotnie pełnił rolę zarówno okrętu-celu dla nawodnych sił ZOP, jak też sam prowadził działania przeciwpodwodne. Do 1976 roku służył następnie jako okręt szkolny dla przyszłych oficerów dowodzących okrętami podwodnymi. Od 15 listopada 1977 roku pełnił rolę szkoleniową dla personelu irańskiego, mającego objąć siostrzany okręt USS „Trout”. Sam „Wahoo” był także przeznaczony dla Iranu, jednakże plany te zostały anulowane 31 marca 1979 roku z powodu rewolucji islamskiej w tym kraju. W konsekwencji 27 czerwca 1980 roku został wycofany ze służby w marynarce amerykańskiej i zatopiony jako okręt-cel. USS „Trout” uczestniczył w ćwiczeniach symulowanych ataków torpedowych w operacjach przeciwpodwodnych (ZOP), a także prowadził operacje polarne wraz z siostrzanym „Harderem”. Brał także udział w organizowanych przez Bureau of Ships testach wytrzymałości na wstrząsy powodowane bliskimi eksplozjami przeciwpodwodnych materiałów wybuchowych. Kilkakrotnie był też rozmieszczany zarówno w ramach sił na Morzu Śródziemnym, jak i Pacyfiku. 19 grudnia 1978 roku zakończył służbę, po czym został skreślony z listy okrętów marynarki.
Wkrótce po wejściu do służby, „Harder” wykonał swój pierwszy 1000-milowy rejs w zanurzeniu, płynąc na chrapach z New London do Nassau na Wyspach Bahama. Prowadził głównie działalność treningową w zwalczaniu okrętów podwodnych, ćwicząc także w Europie z Bundesmarine. Uczestniczył także w testach rakietotorped przeciwpodwodnych RUR-5 ASROC i innych systemów ZOP.
USS „Tang”, „Wahoo” oraz „Trout” przeznaczone były do sprzedaży Iranowi, jednak rewolucja islamska w tym kraju stanęła na przeszkodzie tym planom. „Wahoo” oraz „Trout” zakończyły wobec tego służbę w latach 1978 i 1980. „Tang” wraz „Gudgeonem” zostały wydzierżawione Turcji, gdzie oba okręty służyły jako „Piri Reis” oraz „Hizir Reis”. Ten drugi zakończył ostatecznie służbę w roku 2004. „Piri Reis” pełni dziś rolę okrętu-muzeum. USS „Trigger” oraz „Harder” zostały w latach 1973–1974 sprzedane Włochom, gdzie służyły jako „Livio Piomarta” oraz „Romeo Romei”, kończąc służbę odpowiednio w 1986 i 1988 roku.